# Wasa Lake Park
Wasa Lake Park är en park i Kanada.   Den ligger i provinsen British Columbia, i den södra delen av landet, 3 000 km väster om huvudstaden Ottawa. Wasa Lake Park ligger 767 meter över havet.
Terrängen runt Wasa Lake Park är varierad. Trakten runt Wasa Lake Park är nära nog obefolkad, med mindre än två invånare per kvadratkilometer..
I omgivningarna runt Wasa Lake Park växer i huvudsak barrskog.